# Epidendrum mittelstaedtii
Epidendrum mittelstaedtii är en orkidéart som beskrevs av Eric Hágsater. Epidendrum mittelstaedtii ingår i släktet Epidendrum och familjen orkidéer.
Artens utbredningsområde är Guatemala. Inga underarter finns listade i Catalogue of Life.